# Саногенное мышление
Саногенное мышление (от лат. sanus «здоровый» + др.-греч. γένεσις «происхождение; развитие») — оздоравливающее мышление, направленное на управление эмоциями путем рефлексии. Понятие, предложенное психологом Ю. М. Орловым (1993) в контексте так наз. науки санологии, впоследствии переросло в теорию и практику обучения саногенному мышлению взамен патогенному, в терапию саногенным мышлением.
С точки зрения данного подхода, именно умственные операции влияют на возникновение различных эмоций, следовательно, их осознание, анализ и коррекция может изменить или ослабить неуместные эмоциональные реакции. Обучение саногенному мышлению включает в себя: изучение умственных операций (анализ, синтез, обобщение, сравнение, интерпретация); изучение различных эмоций (их роль, структура); исправление (т. н. «размысливание») тех эмоции, которые приняли форму хронических отрицательных реакций, путем анализа умственных операций.

## Общая характеристика метода
Теория и практика обучения саногенному мышлению близка с когнитивными направлениями в психотерапии, с теориями дифференциальных эмоций и эмоционального интеллекта, и отличается от них, главным образом, разработанной специальной технологией самостоятельного обучения саногенному мышлению, а также оригинальным описанием операционной структуры эмоций и их взаимопорождающих свойств (например, обида-вина, зависть-гордыня, стыд-чувство неполноценности).
В процессе первоначальных разъяснительных бесед — саногенное (здоровое) мышление противопоставляется патогенному мышлению, которое и порождает: патогенные психологические защиты (агрессия, страх, бегство в мир фантазии и др.), патогенный характер эмоций (обида, вина, стыд и др.) и парадигму (модель) насильственного управления поведением (ролевые ожидания, социальный стереотип, мщение, угрозы и пр.). Подобная защитная рефлексия дает только локально-временный эффект. Предполагается, что саногенная рефлексия, развивает эмоциональную компетентность, помогает сделать видимыми неэффективные и неконструктивные способы реагирования, применение бессознательных психологических защит в сложных эмоциональных ситуациях и осуществить их коррекцию. Теория саногенного мышления находит применение в различных областях науки, которые используют саноцентристский подход: направленность на позитивные цели, культивирование позитивного мышления, например, в рекомендациях педагогам, в адаптации студентов, младших школьников, в работе с осужденными, в обучении саморегуляции, профилактике сердечных заболеваний.
Пояснение: термин «саногенная рефлексия» был введен специально для проведения научных исследований в области саногенного мышления.

## Практика
Например, повышение эмоциональной компетенции матери, испытывающей хроническое чувство обиды в воспитании ребёнка .
Работа осуществляется поэтапно: даются рекомендации вести специальные дневниковые записи самонаблюдения, может использоваться когнитивно-эмотивный тест Ю. М. Орлова, выявляющий привычные шаблоны мышления, параллельно проходят разъяснительные беседы о стереотипных мыслительных операциях и функциях эмоций (роль обиды в обыденной жизни человека).
На последнем этапе происходит обучение «размысливанию» обиды путем саногенного мышления. Первый вопрос, который следует задать: «Как должен был бы вести себя ребёнок, чтобы я не обиделась?». Таким образом, проясняются ожидания — первая составляющая обиды. Второй шаг, это корректирование ожиданий в сторону большей реалистичности, и третий — принятие другого таким, какой он есть, а не только «хорошим» и «удобным» для себя.
Работа с ожиданиями: разъясняется, что ожидания формируются в мыслях, а другой человек — это реальность. Здесь помогают вопросы: «откуда появились такие ожидания? каким образом они сформировались? насколько они реалистичны? может ли близкий человек соответствовать этим ожиданиям? какие стереотипы лежат в основе моих ожиданий? существует ли возможность скорректировать их в направлении большей реальности?». Постепенно происходит переоценка ситуации в сторону более здоровой, разумной.
Работа по принятию: упражнение «Поставить себя на место обидчика», предлагается записать ответ на вопрос: знает ли обидчик о том, как он должен был бы вести себя в этой ситуации? Варианты ответов: а) не знает (а мы уверены, что человек знает о наших мыслях и намерениях), б) знает, но в данный момент его ум был занят другими мыслями (плохое самочувствие, др. проблемы), в) знает, но не умеет вести себя так, как надо, если бы даже и хотел, г) знает, но он хочет меня наказать и преднамеренно отклоняется от программы, которую приписываю ему я. Понять другого человека можно только через знание мотивов его поведения. Его поведение отклоняется от наших ожиданий потому, что у него кроме нас есть другие интересы, намерения и желания. Попытка уяснить мотивы другого делает нас реалистичными.